# Micrastur
Micrastur G.R.Gray, 1841 è un genere di uccelli della famiglia dei Falconidi.

## Tassonomia
Il genere comprende le seguenti specie:
- Micrastur ruficollis (Vieillot, 1817) - falco di foresta barrato
- Micrastur plumbeus Sclater, WL, 1918 - falco di foresta plumbeo
- Micrastur gilvicollis (Vieillot, 1817) - falco di foresta golagrigia
- Micrastur mintoni Whittaker, 2003 - falco di foresta criptico
- Micrastur mirandollei (Schlegel, 1862) - falco di foresta di Mirandolle
- Micrastur semitorquatus (Vieillot, 1817) - falco di foresta dal collare
- Micrastur buckleyi Swann, 1919 - falco di foresta di Buckley